# Михайлівка (Драбівська селищна громада)
Миха́йлівка— село в Україні, у Золотоніському районі Черкаської області. Входить до складу Драбівської селищної громади. Розташоване на лівому березі річки Золотоношці за 5 км від центру громади — селища Драбів та за 16 км від залізничної станції Драбове-Барятинське.

## Історія
Наприкінці XVII століття золотоніський козак оселив над річкою хутір і продав його сотнику Трохиму Шафару. Після смерті сотника цей хутір у спадщину перейшов до його дочок Агафії (по чоловіку Михайлиха Ружицька) і Марії. Свій хутір вони продали генеральші Марії Кантакузен за 300 карбованців. Ім’я Михайла Ружицького так і збереглося за хутором, а потім за селом. Пізніше селом Михайлівкою володів київський полковник Юхим Дараган. У 1762 році Василь Дараган (син полковника) передав Михайлівку своїй сестрі Катерині, яка стала дружиною Івана Галагана і в посаг передала йому Михайлівку. На пам’ять про сина Павла Григорій Галаган збудував у Києві колегію під назвою «Колегія Павла Галагана», відписавши на її утримання маєток «Михайлівський». У 1889 році на кошти Галагана було відкрито початкову школу.
Селище є на мапі 1826-1840 років.
У селі не пізніше 1856 року  була Троїцька церква
Село постраждало внаслідок геноциду українського народу, проведеного радянським окупаційним урядом 1932-1933 та 1946-1947 роках.
На фронтах Радянсько-німецької війни воювали 231 житель села, з них 152 нагороджені орденами й медалями Радянського Союзу. В пам'ять про 136 односельців, загиблих у боях проти гітлерівців, та червоноармійцям, що загинули, відвойовуючи село, споруджено пам'ятник Слави.
Станом на 1972 рік в селі мешкало 1 178 осіб, на території села містилася садиба колгоспу ім. Чапаєва, що мав в користуванні 3,4 тисяч га землі, у тому числі 2,9 тисяч га орної. Напрям господарства був зерново-буряковий з розвинутим м'ясо-молочним тваринництвом.
На той час у селі працювали  восьмирічна школа, де навчалося  179 учнів, будинок культури на 450 місць, 2 бібліотеки з книжковпм фондом 14,6 тисяч примірників, 2 фельдшерсько-акушерські пункти, 2 дитячих ясел, 2 магазини.

### Сучасність
У селі функціонують: ЗОШ І-ІІ ступенів, Будинок культури, дитяча дошкільна установа «Сонечко», Філія районної бібліотеки, фельдшерсько-акушерський пункт, поштове відділення, ТОВ Баришівська зернова компанія відділення імені Чапаєва, ФГ «Наташа», ФГ «Темп», ФГ «Валентина», два продовольчі магазини і кафе-бар приватних підприємців.

## Населення

### Мовний склад
Рідна мова населення за даними перепису 2001 року:
| Мова       | Чисельність, осіб | Доля     |
| ---------- | ----------------- | -------- |
| Українська | 1 071             | 97,72 %  |
| Російська  | 21                | 1,92 %   |
| Інше       | 4                 | 0,36 %   |
| Разом      | 1 096             | 100,00 % |

## Пам'ятки
- Тарасова криниця — гідрологічна пам'ятка природи місцевого значення.

## Відомі люди
В селі народився Ластовський Максим Онопрійович (* 20 травня 1905 — † 1 червня 1988) — Герой Радянського Союзу.
В Михайлівці народилась Праведниця народів світу Шулежко Олександра Максимівна (1903—1994), вихователька дитячого притулку, яка врятувала від смерті і голоду 102 безпритульних дітей під час німецької окупації Черкас.